# Pokédex
Pokédex (japanski ポケモン図鑑 Pokemon Zukan) spoj riječi pokémon i rolodex (skup indeksnih karti), ime je za izmišljeni uređaj koje se redovito pojavljuje u serijalu Pokémon i koristi se kao uređaj za prikupljanje podataka o pokemonima te kao dlanovna enciklopedija o pokemonima. 

## Inačice
U serijalu Pokémon postoje tri vrste pokédexa:
- Nacional Pokédex (pojavio se prvi put u videoigrama Pokémon Red i Blue)
- Johto Pokédex (pojavio se u videoigrama Pokémon Gold i Silver)
- Hoenn Pokédex (pojavio se u videoigrama Pokémon Ruby i Sapphire), ovaj pokédex je proširen u Pokémon FireRed i GreenLeaf